# NAWAREUM

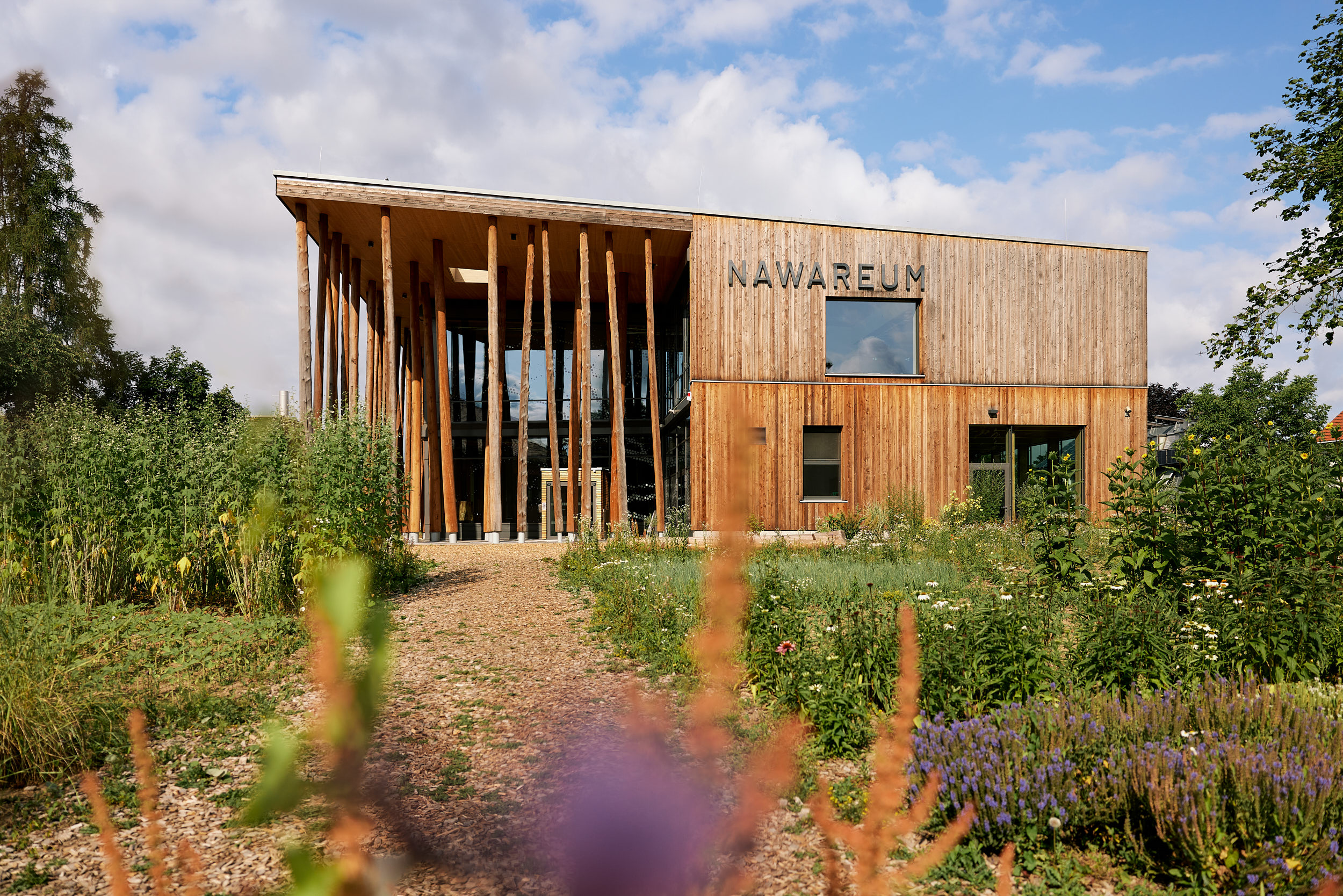
Vorderansicht des NAWAREUMs

Das NAWAREUM ist ein Museum in Straubing, das sich den Themen Nachhaltigkeit, Klimawandel, nachwachsende Rohstoffe und erneuerbare Energien widmet. Es bezeichnet sich selbst als Mitmach-Museum, denn es beinhaltet zahlreiche interaktive Ausstellungsstücke. Der Name NAWAREUM ist ein Akronym, das für „Nachwachsende Rohstoffe und regenerative Energien im Museum“ steht. Das Museum gehört zum Technologie- und Förderzentrum im Kompetenzzentrum für Nachwachsende Rohstoffe, einer Forschungseinrichtung des Freistaats Bayern.

## Dauerausstellung

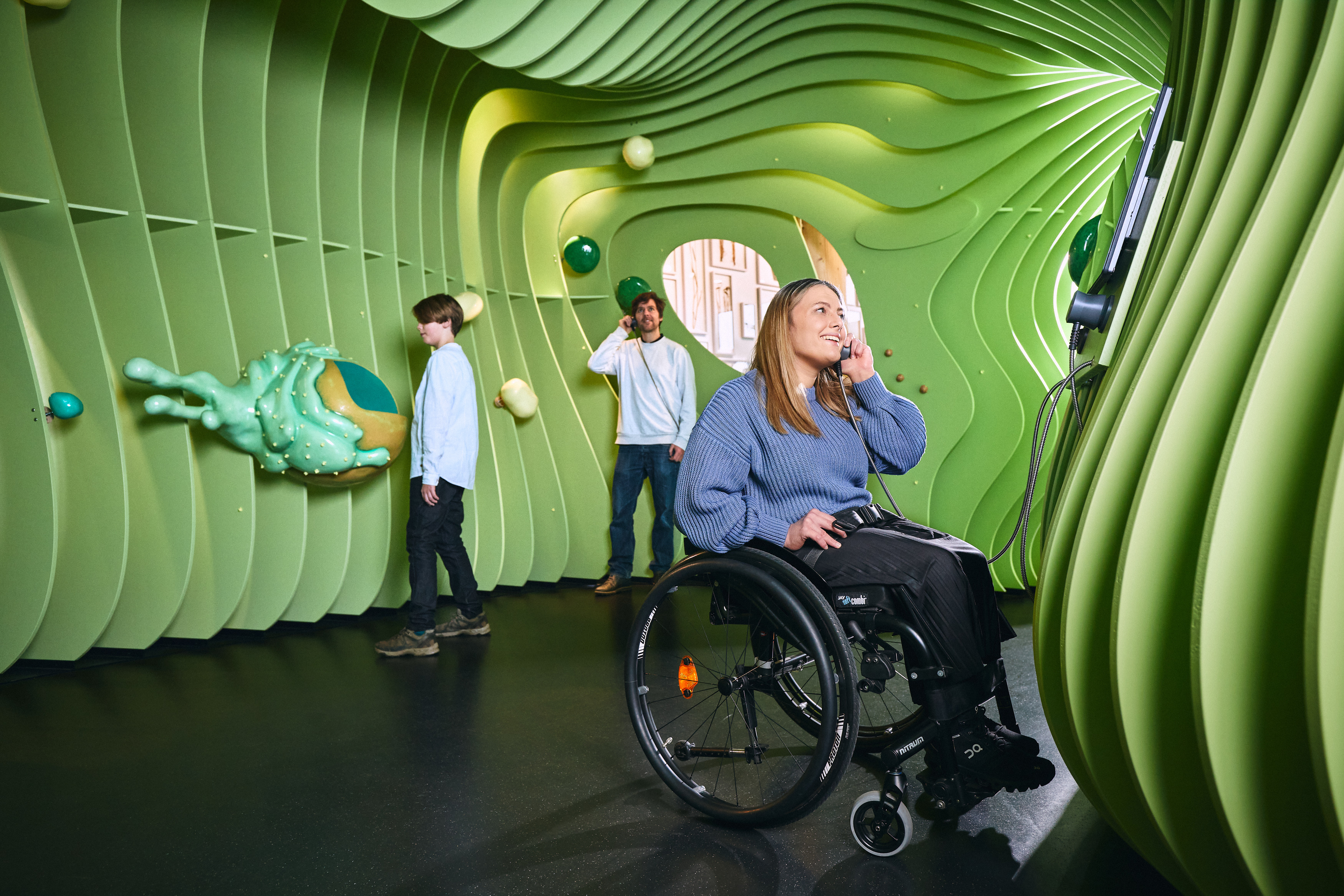
Modell einer Pflanzenzelle

Die Dauerausstellung umfasst Themen wie Klimawandel, Erdgeschichte, Pflanzen, Ernährung, nachwachsende Rohstoffe und erneuerbare Energien. Das NAWAREUM verfolgt den didaktischen Ansatz, nicht nur Fakten über Texte und Bilder zu vermitteln, sondern Zusammenhänge durch multisensorische Ausstellungsstücke und Experimente begreifbar zu machen. Dazu dienen unter anderem taktile und interaktive Exponate, Filme, sowie digitale und analoge Spiele. Die Ausstellungsinhalte und alle Texte richten sich an Erwachsene und Jugendliche ab 12 Jahren und werden ergänzt durch speziell gekennzeichnete Stationen für Kinder zwischen 6 und 11 Jahren. Alle Texte sind auf Deutsch und Englisch verfügbar. Die Video-Stationen enthalten außerdem eine Version in Deutscher Gebärdensprache.

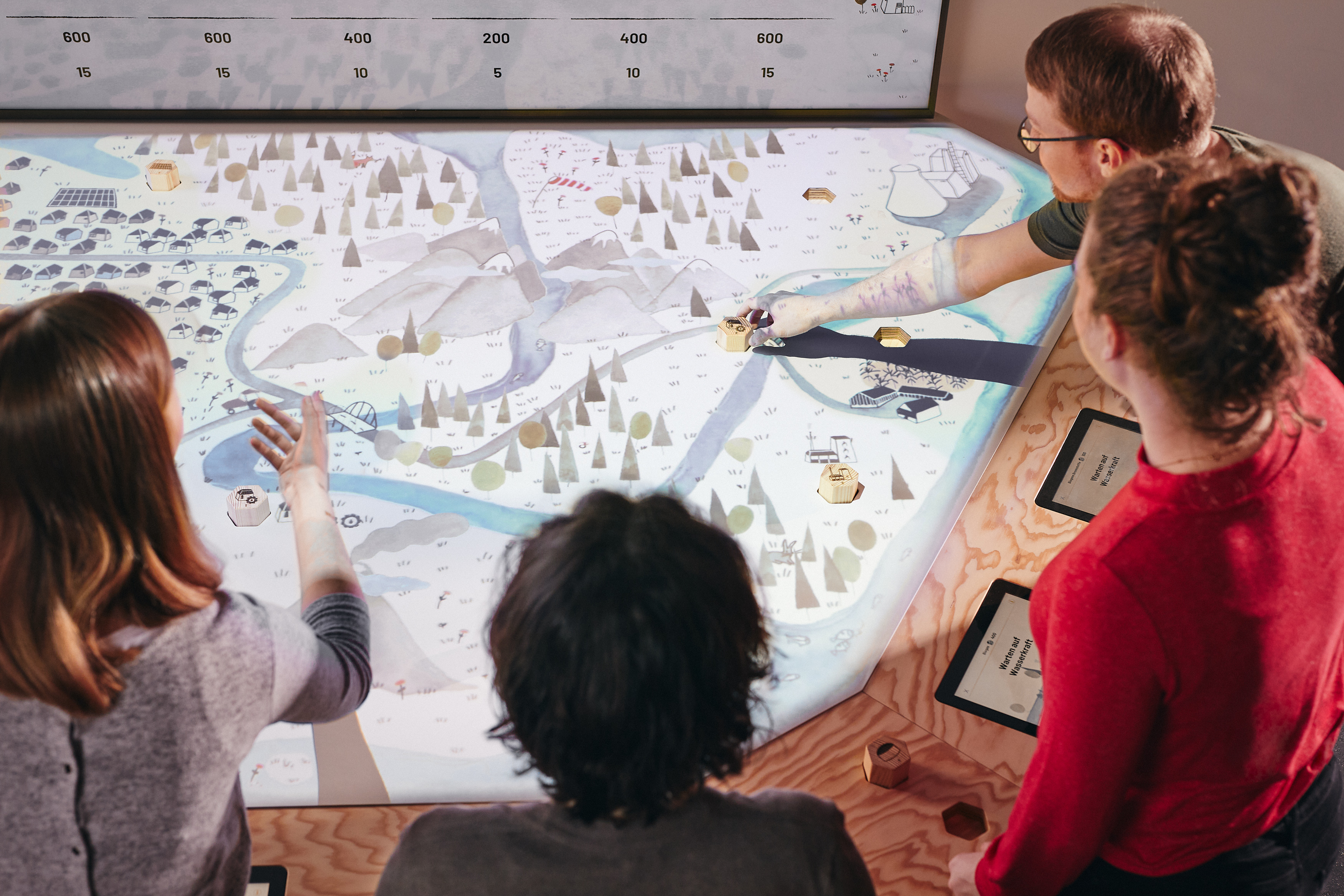
Spieltisch zum Thema erneuerbare Energien

Zu den Mitmach-Stationen zählen unter anderem ein steuerbarer Wasserkreislauf mit verschiedenen Arten von Wasserkraftwerken, sowie ein Windkanal, in dem man Miniatur-Windräder zusammenbauen und deren Wirkungsgrad testen kann. Die meisten Ausstellungsbereiche sind mit Touchscreens ausgestattet, die Videos, weiterführende Informationen oder Ratespiele beinhalten. An zwei hybriden Spieltischen können sich Museumsgäste in kleinen Gruppen zusammenschließen und kooperieren. Bei einem Spiel geht es darum, eine Insel mit verschiedenen Arten von erneuerbarer Energie zu versorgen und dabei die optimalen Energiequellen für verschiedene Standorte zu finden. Beim anderen Spiel übernehmen die Museumsgäste die Rolle von Landwirten, die ihre Felder bewirten und dabei sowohl die Biodiversität als auch die Wirtschaftlichkeit im Blick behalten müssen.

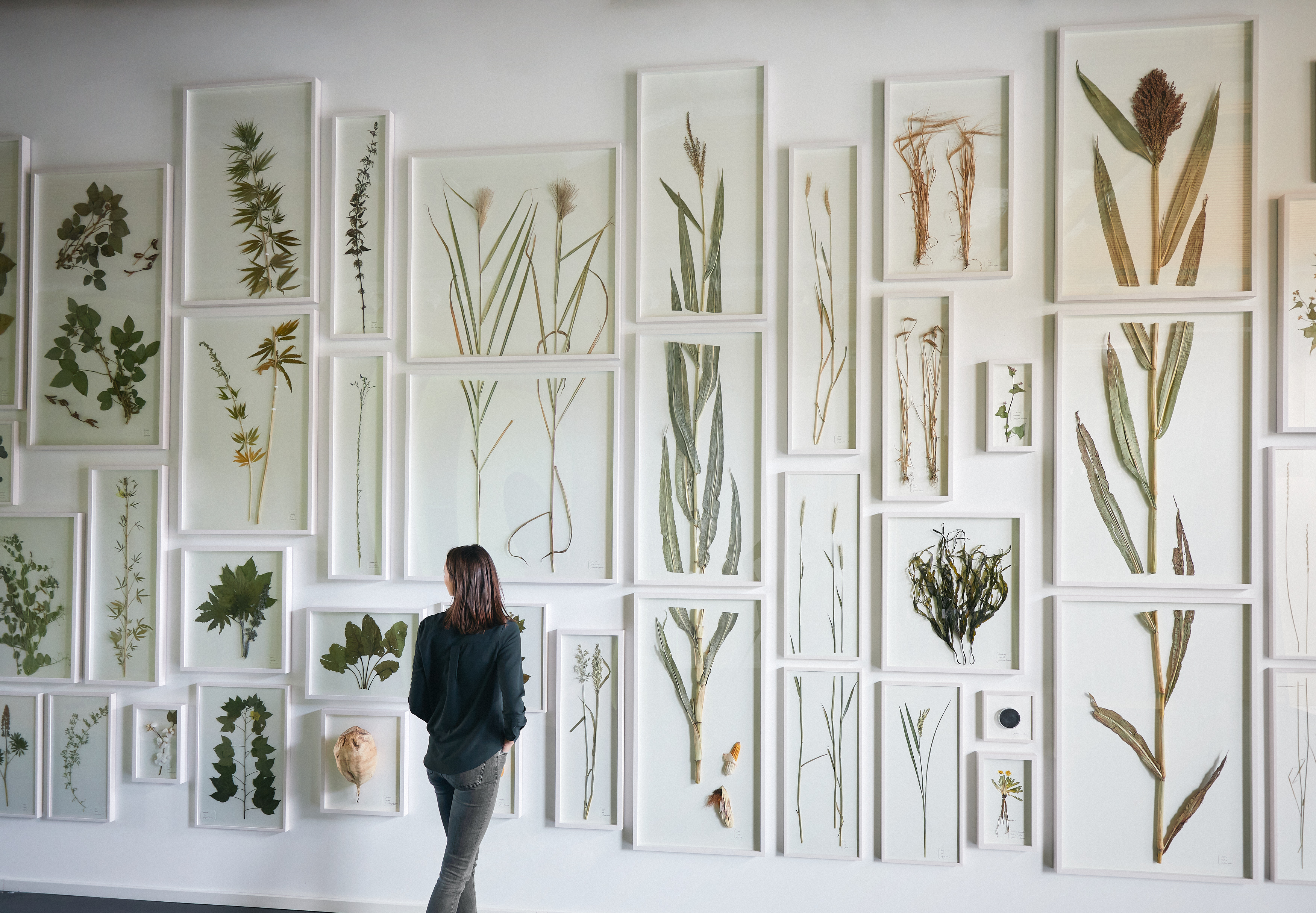
Die Herbarwand

Eine Besonderheit des NAWAREUMs ist die Herbarwand, an der mehr als 80 getrocknete Pflanzenarten ausgestellt sind. Alle ausgestellten Pflanzen zählen zu den nachwachsenden Rohstoffen. Das Herbarium ist in folgende Gruppen gegliedert: Bäume, Färbepflanzen, Energiepflanzen, Stärkepflanzen, Textilpflanzen, Heilpflanzen und Gewürzpflanzen. Auf Tablets können Museumsgäste mehr über jede einzelne Pflanze erfahren, nach Kategorien filtern, und Fotos von lebenden Exemplaren sowie ihren Verwendungszwecken betrachten.

## Garten

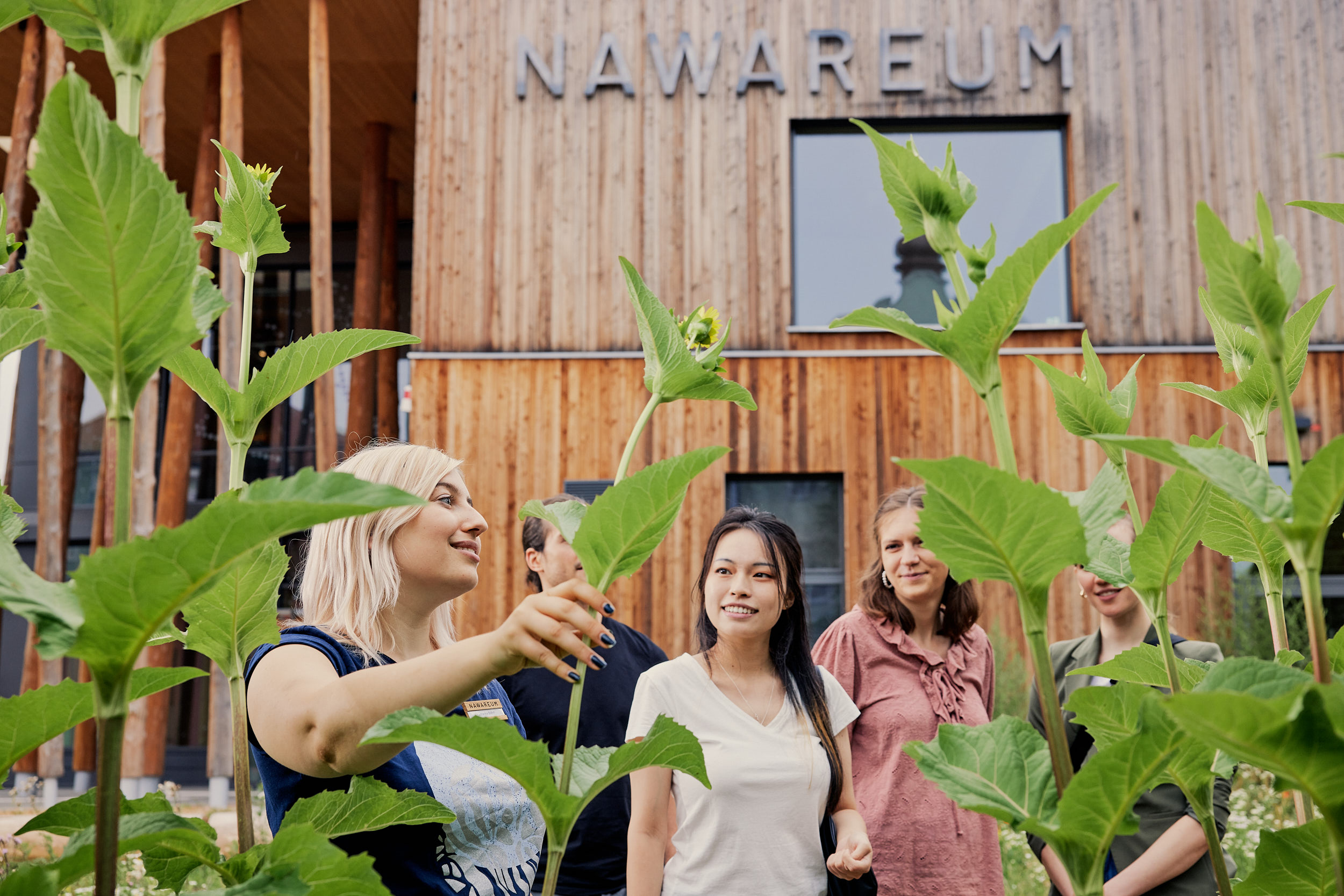
Führung im Museumsgarten mit nachwachsenden Rohstoffen

Der Garten des NAWAREUMs ist ein Teil des musealen Gesamtkonzepts. Er ist jederzeit kostenlos zugänglich und die Wege sind barrierefrei. Der Garten ist nach mehreren Gesichtspunkten gestaltet worden: Er zeigt nachwachsende Rohstoffe, die auch in der Dauerausstellung vorkommen, im echten Leben und im Wechsel der Jahreszeiten; er ist naturnah gestaltet, um in der Stadt lebenden Tieren Futter und Lebensraum zu bieten und so die Biodiversität zu erhöhen; und er dient Museumsgästen sowie der lokalen Bevölkerung als natürliche Oase zur Erholung in der Stadt.

## Bauweise und nachhaltige Gebäudetechnik
Das Gebäude ist das größte Ausstellungsstück des NAWAREUMs und bietet Besuchern Anregungen für nachhaltige Bauprojekte. Das Staatliche Bauamt Passau fungierte als Bauträger und strebte an, die Anforderungen eines Museumsbaus mit dem energetischen Standard eines Passivhauses zu vereinen. Der Bau besteht größtenteils aus nachwachsenden Rohstoffen, um den CO2-Ausstoß des Bauprojekts zu minimieren. Während die Herstellung von Beton große Mengen von CO2 emittiert, bindet Holz beim Wachsen CO2 aus der Luft und fungiert somit als langfristige Kohlenstoffsenke. Das Museum ist daher (mit Ausnahme des Fundaments und der Treppenhäuser) in Massivholzbauweise errichtet worden.

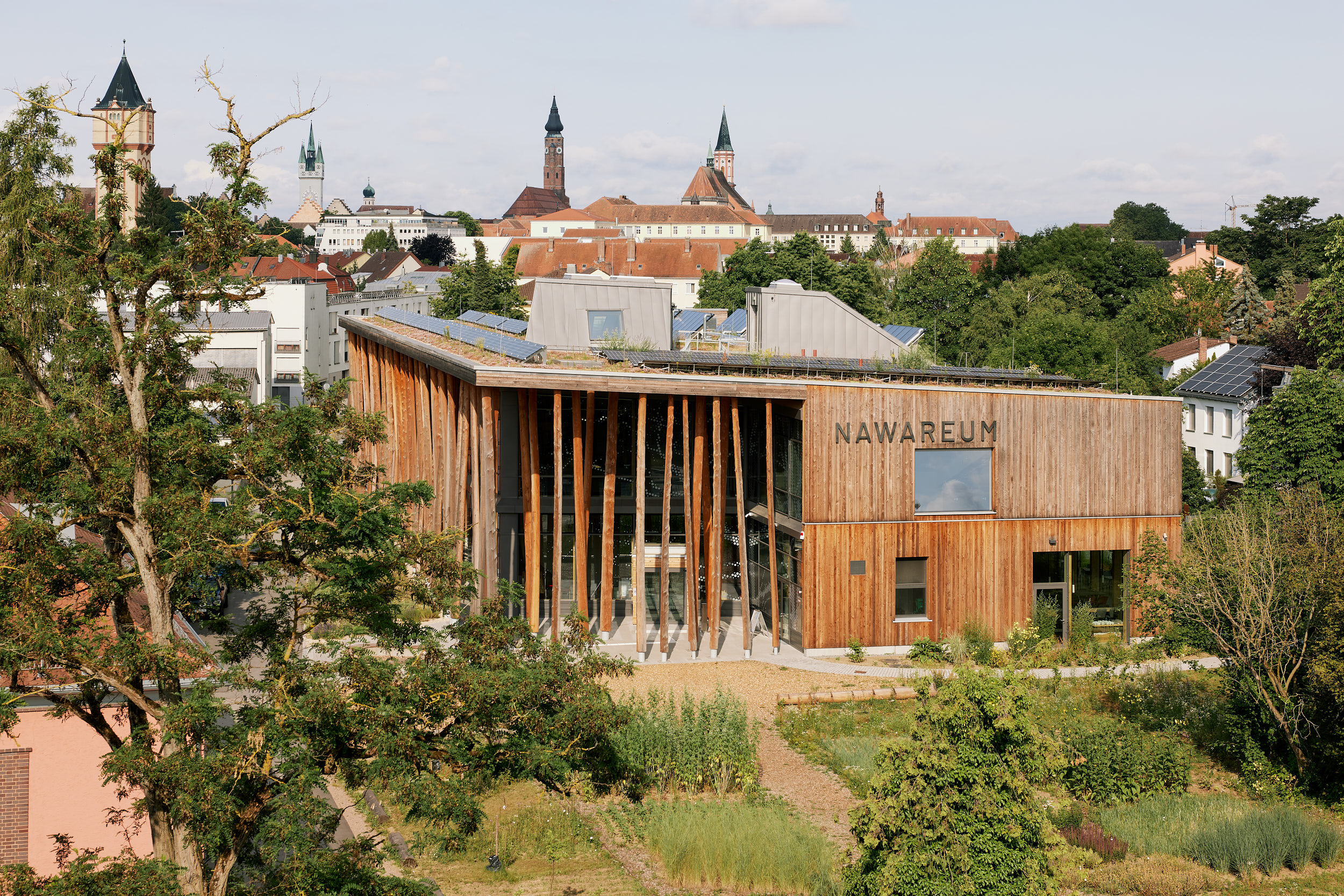
Das Museum ist in Massivholzbauweise errichtet. Es trägt Photovoltaik- sowie Solarthermie-Kollektoren auf dem Dach.

Die Wärme- und Kälteversorgung des Gebäudes erfolgt über 40 Geothermie-Sonden in Verbindung mit einer Wärmepumpenanlage, sowie 130 m² Solarthermie-Kollektoren auf dem Dach, die nicht nur wärmen, sondern mithilfe einer adiabaten Kühlanlage auch kühlen können. Eine 270 m² große Photovoltaikanlage auf dem Dach erzeugt Strom. So kann der Energiebedarf des Gebäudes größtenteils durch regenerative Energien gedeckt werden. Zusätzlich benötigter Strom oder Wärme werden ebenfalls aus erneuerbaren Quellen bezogen. Im Vergleich zum konventionellen Energiemix können so jährlich ca. 83 Tonnen CO2 eingespart werden. Das Gebäude entspricht dem Passivhaus-Standard und zeichnet sich durch eine effektive Dämmung der Außenwände, des Bodens und des Daches, dreifachverglaste Fenster sowie moderne Lüftungstechnik mit Wärmerückgewinnung aus.
Eine energetische und ökologische Lebenszyklusanalyse der Technischen Universität München verglich den Bau und den Betrieb des NAWAREUMs mit einem konventionellen Verwaltungsgebäude derselben Größe. Beim globalen Erwärmungspotential gibt es gravierende Unterschiede. Während der Bau des NAWAREUMs ungefähr halb so viele CO2-Äquivalente wie der Bau eines konventionellen Verwaltungsgebäudes ausstieß, ergibt sich über den 50-jährigen Betrieb ein viel größerer Unterschied. Über diesen Zeitraum emittiert der Betrieb des NAWAREUMs nur etwa 0,4 % der CO2-Äquivalente eines konventionellen Verwaltungsgebäudes derselben Größe.
An der Südfassade sind 79 freistehende Lärchenstämme angebracht, die als Geschenk der Bayerischen Staatsforsten aus dem nahegelegenen Bodenmais stammen. Die Stämme symbolisieren eine Allee entlang der gläsernen Fassade und eine Waldlichtung vor dem Haupteingang. Sie vermitteln das Thema der nachwachsenden Rohstoffe nach außen.

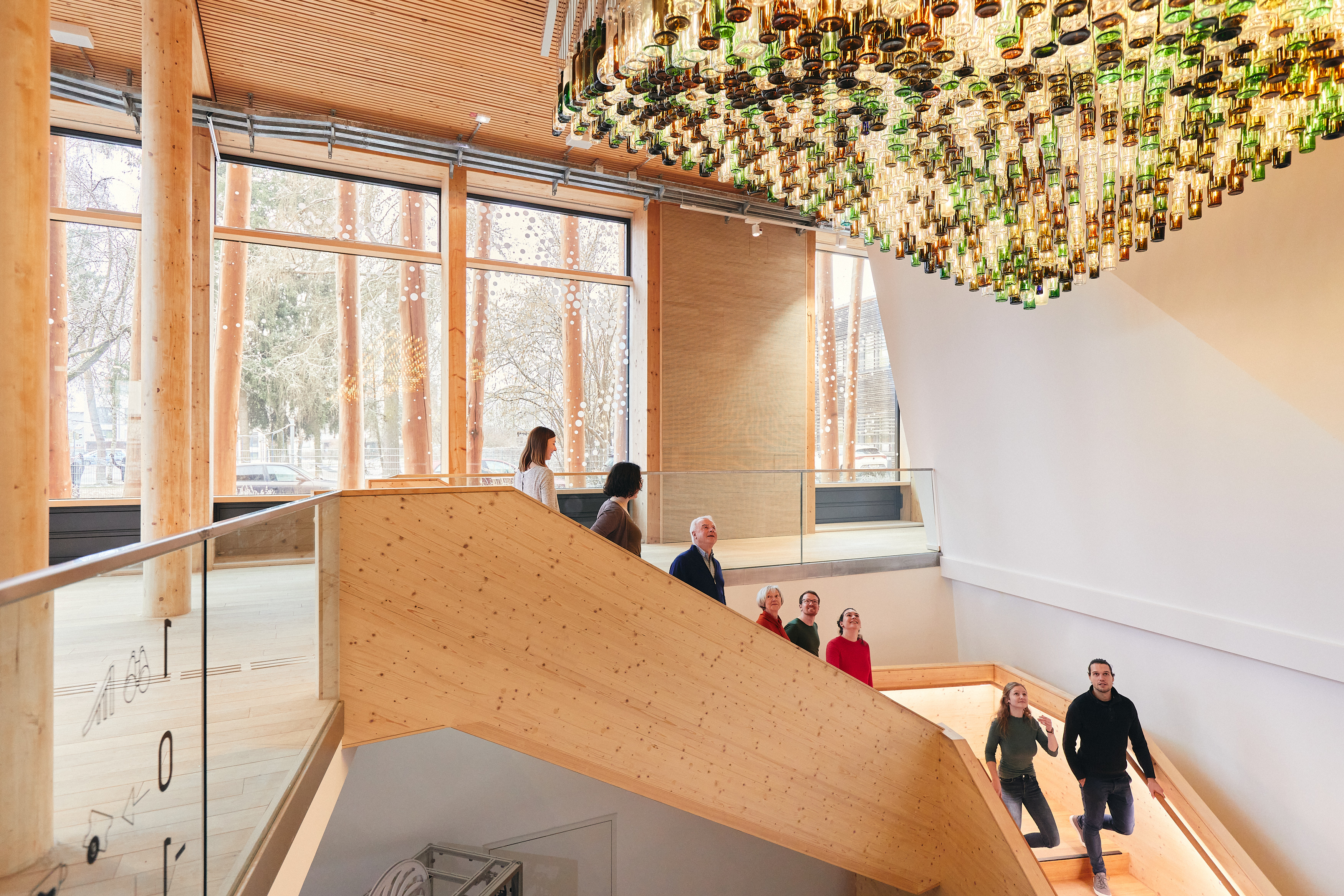
Lichtkunstwerk von Tom Kristen im Foyer

Im Rahmen der Baumaßnahme stellte der Freistaat Bayern 120.000 € für Kunst am Bau zur Verfügung. Bei einem öffentlichen Wettbewerb setzte sich der Künstler Tom Kristen durch. Sein Kunstwerk „Welle“ besteht aus 900 Recyclingflaschen, die der Künstler selbst gesammelt und in ein komplexes Lichtkunstwerk integriert hat. Etwa 20 Prozent der Flaschen sind mit Begriffen aus verschiedenen Zitaten zu Umweltschutz und Nachhaltigkeit versehen. Laut dem Künstler sollen die Begriffe anregen, „eigene Definitionen und Wertigkeiten zu ergänzen“.

## Veranstaltungen
Im NAWAREUM finden regelmäßig Führungen, Workshops, Vorträge, Lesungen, Diskussionen und Konzerte statt. Ein Alleinstellungsmerkmal ist die monatliche Veranstaltungsreihe mit dem Namen TauschBar. Am ersten Donnerstag im Monat werden immer wieder andere Gegenstände getauscht, zum Beispiel Kleidung, Bücher, Samen und Pflanzen, oder Küchengegenstände. Die Teilnahme ist kostenlos. Die Veranstaltungsreihe folgt dem Leitsatz, dass es nachhaltiger ist, Dinge zu tauschen und weiterzuverwenden, als sie wegzuwerfen und Neues zu kaufen. Das Angebot leistet so einen Beitrag zur Abfallvermeidung und zum nachhaltigen Konsum.

## Entstehungsgeschichte
Das NAWAREUM wurde am 3. März 2023 mit einem Festakt eröffnet. Es gehört zum Technologie- und Förderzentrum im Kompetenzzentrum für Nachwachsende Rohstoffe (TFZ), einer Forschungseinrichtung des Freistaates Bayern. Neben dem TFZ arbeiten im Kompetenzzentrum für Nachwachsende Rohstoffe (KoNaRo) auch die Technische Universität München (TUM Campus Straubing für Biotechnologie und Nachhaltigkeit) und C.A.R.M.E.N. e.V. zusammen. Das NAWAREUM ergänzt die Expertise, die das Kompetenzzentrum in den Bereichen Forschung, Lehre und Beratung vereint, durch ein niedrigschwelliges Bildungs- und Freizeitangebot. Es soll alltagsnahe Lösungen zeigen und alle Menschen für die Energie- und Rohstoffwende begeistern.
Das TFZ informiert bereits seit 2003 in einer Ausstellung über „Nachwachsende Rohstoffe – von der Pflanze zur Nutzung“. Dr. Bernhard Widmann, der Leiter des TFZ, hatte jedoch den Wunsch, dieses Angebot auszuweiten. Die Idee für ein „Informations- und Beratungszentrum“ entstand 2011. Das Vorhaben wurde 2015 vom bayerischen Kabinett bewilligt. Die Planungen sahen eine interaktive Dauerausstellung, wechselnde Sonderausstellungen, erweiterte Beratungs- und Bildungsprogramme sowie Events und touristische Angebote vor. Zahlreiche Experten des TFZ, des Vereins C.A.R.M.E.N. und des TUM Campus Straubing unterstützten das Projekt ab diesem Zeitpunkt und erarbeiteten Inhalte für die Dauerausstellung.
Der Bau sowie die Ausstattung des NAWAREUMs kostete 27 Millionen Euro. Die Summe wurde zu gleichen Teilen vom Bayerischen Staatsministerium für Ernährung, Landwirtschaft, Forsten und Tourismus sowie vom Bayerischen Staatsministerium für Wirtschaft, Landesentwicklung und Energie finanziert.